# Данетка
Данетки (игра в ситуации) — разновидность игры в загадки. В классическом варианте водящий описывает странную ситуацию, а угадывающие должны, задавая уточняющие вопросы, выяснить её. При угадывании можно задавать вопросы, но ответом на них могут быть только слова «да» и «нет» (а также «не имеет значения» или «не корректно»).
Существуют и другие варианты: например, загадывают класс объектов или персонажа; в спортивной версии игры играют на очки — игроки их получают за вопросы, которые быстрее всего наталкивают их на разгадку. К данеткам близки поисковые игры с сюжетом «тепло-холодно».

## Пример
Загадывается ситуация: «Человек на вокзале покупает в кассе билет, ему говорят „Поезд через 13 минут“. Человек смотрит на билет и выбрасывает, почему?».
```
Процесс отгадывания может выглядеть так:
— Он подбирает билет в дальнейшем?
— Нет.
— Поехал ли этот человек куда-нибудь, используя билет?
— Нет.
— Человек выбросил билет из-за суеверности?
— Нет.
— Был ли этот человек один?
— Да.
— Он купил билет для того, чтобы узнать время/дату? 
— Да. 
```

Данетка отгадана.